# Droga wojewódzka 863
Die Droga wojewódzka 863 (DW 863) ist eine 69 Kilometer lange Droga wojewódzka (Woiwodschaftsstraße) in der polnischen Woiwodschaft Karpatenvorland und der Woiwodschaft Lublin, die Kopki mit Cieszanów verbindet. Die Strecke liegt im Powiat Niżański, im Powiat Biłgorajski und im Powiat Lubaczowski.

## Streckenverlauf
Woiwodschaft Karpatenvorland, Powiat Niżański
-  Kopki (DK 28, DW 990)
- Krzeszów

Woiwodschaft Lublin, Powiat Biłgorajski
-  Naklik (DW 877)
- Szyszków
- Zagródki
- Dąbrówka
- Bukowina
-  Tarnogród (DW 835)
- Różaniec
-  Wola Obszańska (DW 849)
- Obsza
- Zamch

Woiwodschaft Karpatenvorland, Powiat Lubaczowski
- Stary Lubliniec
-  Nowy Lubliniec (DW 864)
-  Cieszanów (DW 865)